# Red Tilson Trophy
Die Red Tilson Trophy ist eine Auszeichnung der Ontario Hockey League. Sie wird seit 1945 jährlich an den wertvollsten Spieler der Liga vergeben. Der Trophäengewinner nimmt seit 1975 zudem an der Wahl zum CHL Player of the Year teil.
Die Trophäe wurde nach Red Tilson benannt, der für die Oshawa Generals spielte und im Zweiten Weltkrieg gefallen ist.

## Gewinner
Erläuterungen: Farblich unterlegte Spieler haben im selben Jahr den CHL Player of the Year Award gewonnen.
| Jahr    | Spieler              | Team                         |
| ------- | -------------------- | ---------------------------- |
| 2024/25 | Michael Misa         | Saginaw Spirit               |
| 2023/24 | Easton Cowan         | London Knights               |
| 2022/23 | Matthew Maggio       | Windsor Spitfires            |
| 2021/22 | Wyatt Johnston       | Windsor Spitfires            |
| 2020/21 | nicht vergeben       | nicht vergeben               |
| 2019/20 | Marco Rossi          | Ottawa 67’s                  |
| 2018/19 | Ukko-Pekka Luukkonen | Sudbury Wolves               |
| 2017/18 | Jordan Kyrou         | Sarnia Sting                 |
| 2016/17 | Alex DeBrincat       | Erie Otters                  |
| 2015/16 | Mitchell Marner      | London Knights               |
| 2014/15 | Connor McDavid       | Erie Otters                  |
| 2013/14 | Connor Brown         | Erie Otters                  |
| 2012/13 | Vincent Trocheck     | Plymouth Whalers             |
| 2011/12 | Michael Houser       | London Knights               |
| 2010/11 | Ryan Ellis           | Windsor Spitfires            |
| 2009/10 | Tyler Seguin         | Plymouth Whalers             |
| 2008/09 | Cody Hodgson         | Brampton Battalion           |
| 2007/08 | Justin Azevedo       | Kitchener Rangers            |
| 2006/07 | John Tavares         | Oshawa Generals              |
| 2005/06 | Wojtek Wolski        | Brampton Battalion           |
| 2004/05 | Corey Perry          | London Knights               |
| 2003/04 | Corey Locke          | Ottawa 67’s                  |
| 2002/03 | Corey Locke          | Ottawa 67’s                  |
| 2001/02 | Brad Boyes           | Erie Otters                  |
| 2000/01 | Brad Boyes           | Erie Otters                  |
| 1999/00 | Andrew Raycroft      | Kingston Frontenacs          |
| 1998/99 | Brian Campbell       | Ottawa 67’s                  |
| 1997/98 | David Legwand        | Plymouth Whalers             |
| 1996/97 | Alyn McCauley        | Ottawa 67’s                  |
| 1995/96 | Alyn McCauley        | Ottawa 67’s                  |
| 1994/95 | David Ling           | Kingston Frontenacs          |
| 1993/94 | Jason Allison        | London Knights               |
| 1992/93 | Pat Peake            | Detroit Junior Red Wings     |
| 1991/92 | Todd Simon           | Niagara Falls Thunder        |
| 1990/91 | Eric Lindros         | Oshawa Generals              |
| 1989/90 | Mike Ricci           | Peterborough Petes           |
| 1988/89 | Bryan Fogarty        | Niagara Falls Thunder        |
| 1987/88 | Andrew Cassels       | Ottawa 67’s                  |
| 1986/87 | Scott McCrory        | Oshawa Generals              |
| 1985/86 | Ray Sheppard         | Cornwall Royals              |
| 1984/85 | Wayne Groulx         | Sault Ste. Marie Greyhounds  |
| 1983/84 | John Tucker          | Kitchener Rangers            |
| 1982/83 | Doug Gilmour         | Cornwall Royals              |
| 1981/82 | Dave Simpson         | London Knights               |
| 1980/81 | Ernie Godden         | Windsor Spitfires            |
| 1979/80 | Jim Fox              | Ottawa 67’s                  |
| 1978/79 | Mike Foligno         | Sudbury Wolves               |
| 1977/78 | Bobby Smith          | Ottawa 67’s                  |
| 1976/77 | Dale McCourt         | St. Catharines Fincups       |
| 1975/76 | Peter John Lee       | Ottawa 67’s                  |
| 1974/75 | Dennis Maruk         | London Knights               |
| 1973/74 | Jack Valiquette      | Sault Ste. Marie Greyhounds  |
| 1972/73 | Rick Middleton       | Oshawa Generals              |
| 1971/72 | Don Lever            | Niagara Falls Flyers         |
| 1970/71 | Dave Gardner         | Toronto Marlboros            |
| 1969/70 | Gilbert Perreault    | Montréal Junior Canadiens    |
| 1968/69 | Réjean Houle         | Montréal Junior Canadiens    |
| 1967/68 | Walt Tkaczuk         | Kitchener Rangers            |
| 1966/67 | Mickey Redmond       | Peterborough Petes           |
| 1965/66 | André Lacroix        | Peterborough Petes           |
| 1964/65 | André Lacroix        | Peterborough Petes           |
| 1963/64 | Yvan Cournoyer       | Montréal Junior Canadiens    |
| 1962/63 | Wayne Maxner         | Niagara Falls Flyers         |
| 1961/62 | Pit Martin           | Hamilton Red Wings           |
| 1960/61 | Rod Gilbert          | Guelph Biltmore Mad Hatters  |
| 1959/60 | Wayne Connelly       | Peterborough Petes           |
| 1958/59 | Stan Mikita          | St. Catharines Teepees       |
| 1957/58 | Murray Oliver        | Hamilton Tiger Cubs          |
| 1956/57 | Frank Mahovlich      | Toronto St. Michael’s Majors |
| 1955/56 | Ron Howell           | Guelph Biltmore Mad Hatters  |
| 1954/55 | Hank Ciesla          | St. Catharines Teepees       |
| 1953/54 | Brian Cullen         | St. Catharines Teepees       |
| 1952/53 | Bob Attersley        | Oshawa Generals              |
| 1951/52 | Bill Harrington      | Kitchener Greenshirts        |
| 1950/51 | Glenn Hall           | Windsor Spitfires            |
| 1949/50 | George Armstrong     | Toronto Marlboros            |
| 1948/49 | Gil Mayer            | Barrie Flyers                |
| 1947/48 | George Armstrong     | Stratford Midgets            |
| 1946/47 | Ed Sandford          | Toronto St. Michael’s Majors |
| 1945/46 | Tod Sloan            | Toronto St. Michael’s Majors |
| 1944/45 | Doug McMurdy         | St. Catharines Falcons       |